# Maggie (série de televisão de 2022)
Maggie (bra: Maggie: A Vidente) é uma sitcom de televisão americana criada por Justin Adler e Maggie Mull, baseada no curta-metragem de mesmo nome de Tim Curcio. Estreou no Hulu em 6 de julho de 2022. Em setembro de 2022, a série foi cancelada após uma temporada.

## Premissa
Maggie conta a história de uma vidente que tem visões de seu futuro.

## Elenco

### Principal
- Rebecca Rittenhouse como Maggie
- David Del Rio como Ben
- Nichole Sakura como Louise
- Angelique Cabral como Amy
- Chloe Bridges como Jessie
- Ray Ford como Angel
- Leonardo Nam como Dave
- Kerri Kenney-Silver como Maria
- Chris Elliott como Jack

### Recorrente
- Adam Korson como Daniel
- Trent Garrett como John
- Andy Favreau como Sam
- Martin Mull como Zach
- Brent Bailey como Spencer
- Ryan Caltagirone como James
- Jake Lockett como Garoto das Plantas

## Episódios
| N.º | Título                                      | Dirigido por        | Escrito por                                                         | Lançamento         | Cód. de produção |
| --- | ------------------------------------------- | ------------------- | ------------------------------------------------------------------- | ------------------ | ---------------- |
| 1   | "Things Begin Where They End"               | Natalia Anderson    | História por : Justin Adler & Maggie Mull Roteiro por : Maggie Mull | 6 de julho de 2022 | 1HHY01           |
| 2   | "A New Friendship Awaits You"               | Natalia Anderson    | História por : Justin Adler & Maggie Mull Roteiro por : Maggie Mull | 6 de julho de 2022 | 1HHY02           |
| 3   | "You Are the Master of Your Own Emotions"   | Natalia Anderson    | Solomon Georgio                                                     | 6 de julho de 2022 | 1HHY09           |
| 4   | "A Dinner Guest Will Surprise You"          | Lee Shallat Chemel  | Ceda Xiong                                                          | 6 de julho de 2022 | 1HHY04           |
| 5   | "You Are a Skilled Mentor by Nature"        | Justin Adler        | Dani Shank                                                          | 6 de julho de 2022 | 1HHY03           |
| 6   | "I See a Baby in Your Future"               | Natalia Anderson    | Tim Curcio                                                          | 6 de julho de 2022 | 1HHY05           |
| 7   | "You Will Have a Night to Remember"         | Jaffar Mahmood      | Joe Cristalli                                                       | 6 de julho de 2022 | 1HHY07           |
| 8   | "Your Past Will Inform Your Present"        | Jude Weng           | Hayley Adams & Joellen Redlingshafer                                | 6 de julho de 2022 | 1HHY08           |
| 9   | "You Will Help Someone Take a Chance"       | Katie Locke O'Brien | Jesse Esparza                                                       | 6 de julho de 2022 | 1HHY06           |
| 10  | "A Mysterious Invitation Awaits You"        | Shiri Appleby       | Max Saltarelli                                                      | 6 de julho de 2022 | 1HHY10           |
| 11  | "You Will Experience a Loss"                | Ken Whittingham     | Ilana Wernick                                                       | 6 de julho de 2022 | 1HHY11           |
| 12  | "The Fortune You Seek Is in Another Cookie" | Molly McGlynn       | Nicole "Colby" Bachiller & Katharine Konietzko                      | 6 de julho de 2022 | 1HHY12-          |
| 13  | "Things End Where They Began"               | Natalia Anderson    | Maggie Mull                                                         | 6 de julho de 2022 | 1HHY13           |

## Produção

### Desenvolvimento
A série recebeu um pedido piloto da ABC em janeiro de 2021. Justin Adler e Maggie Mull foram definidos para escrever e produzir a série. Evan Hayes também atua como produtor executivo, com a produção da 20th Television. Em abril de 2021, Natalia Anderson ingressou como diretora do piloto. Um mês depois, Maggie recebeu um pedido de série, com Jeff Morton se juntando como produtor executivo. Em janeiro de 2022, a série mudou da ABC para o Hulu. Em 9 de setembro de 2022, o Hulu cancelou a série após uma temporada.

### Seleção de elenco
Rebecca Rittenhouse foi escalada como o papel-título em março de 2021. David Del Rio, Chris Elliott, Ray Ford e Leonardo Nam se juntaram ao elenco um mês depois. Mais tarde naquele mês, Nichole Sakura, Angelique Cabral, Chloe Bridges e Kerri Kenney-Silver se juntaram como regulares da série. Em outubro de 2021, Adam Korson ingressou em um papel recorrente.

## Recepção
No site agregador de críticas Rotten Tomatoes, 62% das avaliações de 13 críticos são positivas, com uma classificação média de 6.3/10. O consenso dos críticos do site diz: "Para uma sitcom com um conceito tão inebriante, Maggie pode se sentir frágil, mas sua despretensão desarmante e elenco encantador apontam para um futuro promissor o suficiente." O Metacritic, que usa uma média ponderada, atribuiu um pontuação de 65 em 100 com base em 8 críticos, indicando "críticas geralmente favoráveis".